# Gymnocalycium kuehhasii
Gymnocalycium kuehhasii là một loài thực vật có hoa trong họ Cactaceae. Loài này được Neuhuber & R.Sperling mô tả khoa học đầu tiên năm 2008.